# Laois megye
Laois megye (vagy Laoighis, Leix, írül: Contae Laoise) megye az Ír-sziget közepén, Írországban, Leinster tartományban.
Területe 1719 km². Lakossága 69 012 (2006-os adat).
A megyét 1556-ban alapította I. Mária angol királynő Királynő megyéje (Queen's County) néven. Jelenlegi nevét csak az ír függetlenségi háború után kapta. Székhelye Portlaoise (korábban Maryborough).
Gyorsan népesedő megye, mivel területéről könnyű bejárni Dublinba, a házárak az ír viszonyokhoz képest még mindig viszonylag alacsonyak és a környezet szép.

## Települések
- Abbeyleix, Aghaboe, Arles
- Ballacolla, Ballaghmore, Ballickmoyler, Ballinakill, Ballybrittas, Ballybrophy, Ballyfin, Ballylinan, Ballyroan, Borris-in-Ossory
- Clonaslee, Clonenagh, Cullohill
- Donaghmore, Durrow
- Emo, Errill
- Graiguecullen
- Jamestown
- Killeshin, Killeen, Killenard
- Mountmellick, Mountrath
- Newtown
- Portarlington, Portlaoise
- Raheen, Rathdowney, Rosenallis
- Stradbally
- Timahoe
- Vicarstown

## Érdekes helyek
- Slieve Bloom-hegység
- Dunamase sziklája
- Emo Court
- Durrow kastély
- Stradbally-ház
- Mountmellick Kvéker Múzeum
- Ballyfin-ház
- Dunamase Művészeti Központ, Portlaoise